# داکن‌هایم
داکنهایم (به آلمانی: Dackenheim) یک شهر در آلمان است که در باد دورکهایم واقع شده‌است. داکنهایم ۴۱۹ نفر جمعیت دارد.